# ديفيد آي. شابيرو
ديفيد آي. شابيرو (بالإنجليزية: David I. Shapiro)‏ هو محامي أمريكي، ولد في 17 يونيو 1928، وتوفي في 1 أكتوبر 2009.